# Больбайте
Больбайте, Болбайт (ісп. Bolbaite (офіційна назва), валенс. Bolbait) — муніципалітет в Іспанії, у складі автономної спільноти Валенсія, у провінції Валенсія. Населення — 1469 осіб (2010).

## Географія
Муніципалітет розташований на відстані близько 300 км на південний схід від Мадрида, 55 км на південний захід від Валенсії.

## Демографія
Динаміка населення (INE ):

## Галерея зображень

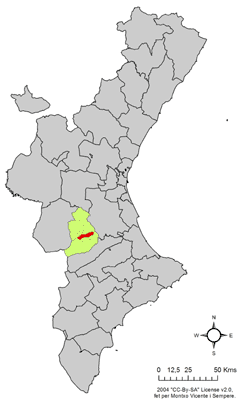
Розташування муніципалітету Больбайте у автономній спільноті Валенсія
Розташування муніципалітету Больбайте у комарці Каналь-де-Наваррес
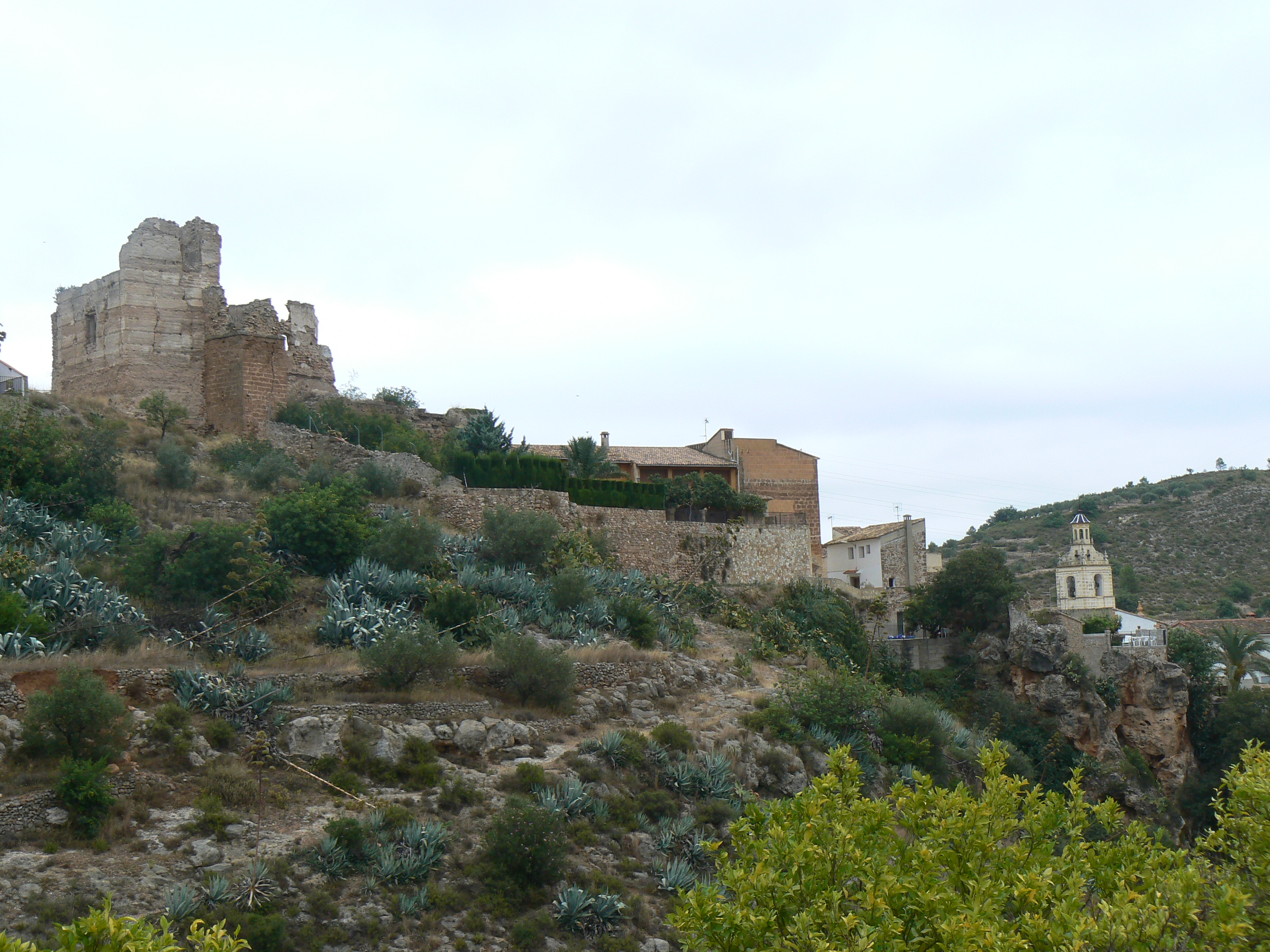